# Schwartziella fischeri
Schwartziella fischeri är en snäckart som beskrevs av Dennis E. Desjardin 1949. Schwartziella fischeri ingår i släktet Schwartziella och familjen Rissoidae. Inga underarter finns listade i Catalogue of Life.